# 敏迪 (播客)
敏迪（本名：黃以萱），畢業於國立清華大學經濟系，是一位經營網路國際新聞的播客，經營屬於個人風格的節目《敏迪選讀》。因為在執政週年之際採訪過兩任總統蔡英文和賴清德而得到觀眾注意。
除了以國際新聞整理為軸線的主業以外，敏迪因為結婚時證婚人為蔡英文和蕭美琴而受到關注。

## 相關链接
- 敏迪選讀：官方網站
- Youtube：敏迪選讀 （页面存档备份，存于）
- Podcast：敏迪選讀 （页面存档备份，存于）
- FACEBOOK：敏迪選讀 （页面存档备份，存于）